# Saltaruccio
Le Saltaruccio est un ruisseau du département Haute-Corse de la région Corse. C'est un affluent (rive droite) du fleuve Fiumorbo.

## Géographie
D'une longueur de 15 kilomètres, le Saltaruccio prend sa source sur la commune de Poggio-di-Nazza à l'altitude 1595 mètres, et à un kilomètre au nord-est de la Punta di Taoria (1769 m), dans la forêt domaniale de Petra Piana. Dans sa partie haute il s'appelle aussi le ruisseau de Chiaraggiolo,.
Il coule globalement de l'ouest vers l'est, avec près de sa source sur un dixième de son cours, un départ du sud vers le nord.
Il conflue sur la commune de Lugo-di-Nazza, à l'altitude 32 mètres, et à la limite des trois communes de Lugo-di-Nazza, Poggio-di-Nazza et Ghisonaccia, près des lieux-dits Malanotte et Cotticione, et à quelques dizaines de mètres en aval d'un autre affluent du Fiumorbo, le ruisseau de Casillilli.

### Communes et cantons traversés
Dans le seul département de la Haute-Corse, le Saltaruccio traverse les deux communes suivantes, dans le sens amont vers aval, de Poggio-di-Nazza (source), Lugo-di-Nazza (confluence).
Soit en termes de cantons, le Saltaruccio prend source et conflue dans le même ancien canton de Ghisoni, aujourd'hui dans le canton de Fiumorbo-Castello, dans l'arrondissement de Corte.

### Bassin versant
Le ruisseau de Saltaruccio traverse une seule zone hydrographique « le Fium Orbu du ruisseau de Saltaruccio à la mer Méditerranée » de 275 km2 de superficie. Ce bassin versant est constitué à 84,97 % de « forêts et milieux semi-naturels », à 12,90 % de « territoires agricoles », à 1,67 % de « territoires artificialisés », à 0,61 % de « zones humides », à 0,12 % de « surfaces en eau ». 

### Organisme gestionnaire
L'organisme gestionnaire est le Comité de bassin de Corse, depuis la loi corse du 22 janvier 2002.

## Affluents
Le Saltaruccio a huit affluents référencés :
- le ruisseau de Poletrella (rd[note 1]), sur la seule commune de Poggio-di-Nazza.
- le ruisseau de Sambuchi (rd), sur la seule commune de Poggio-di-Nazza.
- le ruisseau de Ternale (rg), puis ruisseau de Pietra Piana sur la commune de Lugo-di-Nazza sur les deux communes de Poggio-di-Nazza et Lugo-di-Nazza.
- le ruisseau de Pane Casciolo (rg), sur les deux communes de Poggio-di-Nazza et Lugo-di-Nazza.
- le ruisseau de Caniozzo (rd), sur la seule commune de Poggio-di-Nazza.
- le ruisseau de Nevalpiana (rg), sur les deux communes de Poggio-di-Nazza et Lugo-di-Nazza.
- le ruisseau de Buoni Pargoli (rg), sur les deux communes de Poggio-di-Nazza et Lugo-di-Nazza.
- le ruisseau de Salto Leandro (rg), sur les deux communes de Poggio-di-Nazza et Lugo-di-Nazza.

Rang de Strahler
Le Saltaruccio ayant des affluents mais aucun sous-affluent référencé, le rang de Strahler du fleuve est de deux.

## Hydrologie

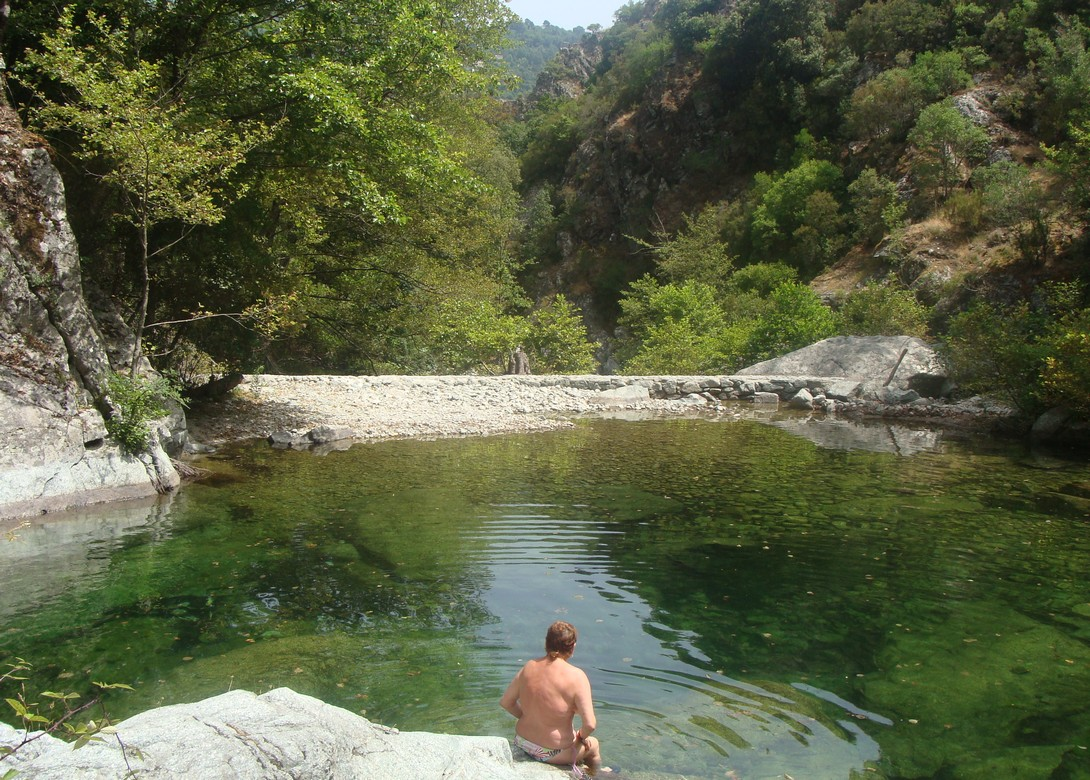
Le plan d'eau de Chjalsina

## Aménagement et écologie
Sous le pont de la route reliant Poggio-di-Nazza et Lugo-di-Nazza, au lieu-dit Chjalsina, un muret appuyé sur des affleurements rocheux a permis de créer une retenue de quelque 20 mètres de rayon, propice à la baignade, accessible depuis la route.